# 公孙夫人
公孫夫人（?—?），前燕文明皇帝慕容皝的妃子，北海王慕容纳、南燕献武帝慕容备德（本名慕容德）的母亲。
370年，前燕为前秦所灭后，前秦天王苻坚以其子慕容纳为广武太守，数年后去官。后来迁居于张掖郡（今中国甘肃省张掖市）。慕容德受苻坚之命随军南征东晋，慕容德臨走，留下金刀作為見證，拜别公孙夫人而去。383年，前秦于淝水之战败北，慕容德追隨兄長慕容垂趁机起兵山东建后燕，前秦张掖太守苻昌遂杀慕容纳本人及慕容德诸子。慕容納妻段氏因有孕暂缓死刑，和婆婆公孙氏一起被囚在狱中。狱卒呼延平因曾是慕容德舊部，心中不忍，秘密把她们放出。婆媳逃往西羌，段氏在那里生下了慕容超。公孙夫人不久去世。
慕容德建立南燕称帝后改名慕容备德。他不知道公孙夫人和慕容纳都已经不在人世，曾于建平二年（401年）十月派平原人杜弘去长安寻访。杜弘说：“臣至长安，若不能得知太后动止，当西往张掖，以死效力。”并为自己年逾六十的父亲杜雄乞求本县县令之职。慕容备德不顾中书令张华反对，认为杜弘“为君迎母，为父求禄，忠孝备矣，何罪之有！”以杜雄为平原令。杜弘到张掖为盗贼所杀。四年（403年），慕容备德旧部赵融从长安前来，告知公孙夫人和慕容纳的死讯，慕容备德放声痛哭以至于吐血，因而卧病不起，从此健康恶化。
后来，慕容纳子慕容超只身到达南燕后，呈献金刀给慕容备德，并告以祖母公孫夫人的临终遗言，慕容备德听了之后哀伤不已，封慕容超为北海王。405年，慕容备德去世，慕容超继承南燕帝位。